# Follie dell'anno
Follie dell'anno (There's No Business Like Show Business) è un film del 1954 diretto da Walter Lang.

## Trama
Terence e Molly Donahue, una coppia nella vita e nell'arte, divennero famosi grazie allo spettacolo I due Donahues, e grazie anche ai loro tre figli si esibiscono ancora davanti al pubblico con il nuovo nome I cinque Donahues. Quando giunge successo e ricchezza uno dei figli vuole intraprendere la carriera ecclesiastica facendosi prete, mentre un altro, Tim, s'innamora di un'attrice, Vicky Parker, che trascina lui e l'altra figlia in un nuovo spettacolo abbandonando i genitori che ritornano ad esibirsi in solitaria.
Dopo diversi anni e molte vicissitudini i cinque si incontrano nuovamente in una festa.

## Produzione
Nella produzione del film la 20th Century Fox aveva pensato ad un alto budget, ma non si ottenne poi ìl successo sperato.

## Distribuzione

### Data di uscita
Il film venne distribuito in vari paesi, fra cui:
- Stati Uniti d'America, There's No Business Like Show Business 16 dicembre 1954
- Belgio, Betovering van Broadway 8 aprile 1955
- Giappone 10 aprile 1955
- Francia, La joyeuse parade 15 aprile 1955
- Germania Ovest, Rhythmus im Blut 6 maggio 1955
- Svezia, Sex i elden 16 maggio 1955
- Finlandia, Rytmiä veressä 29 luglio 1955
- Turchia, Sahne âsiklari dicembre 1956
- Danimarca, Sex på scenen 4 dicembre 1957

## Colonna sonora
Marilyn Monroe all'interno del film canta diverse canzoni: Heatwave, Lazy,  After You Get What You Want e A Man Chases a Girl. La Monroe venne poi sostituita da Dolores Gray nella colonna sonora, musiche e testi di Irving Berlin

## Accoglienza

### Critica
Il film, anche se risulta eccessivamente prolisso e pesante è comunque piacevole nella visione, riesce nell'intento di mostrare una famiglia unita nella buona e cattiva sorte, nel vincolo d'affetto che li lega.
Definito come il peggiore dei film di Marilyn Monroe, nell'esibirsi nella canzone Heatwave ricorda per movenze Carmen Miranda.

## Riconoscimenti
- 1955 - Premio Oscar
  - Candidatura miglior soggetto
  - Candidatura migliori costumi
  - Candidatura miglior musica
- 1955 - Writers Guild of America Award
  - Candidatura miglior musical americano